# غونزالو سانشيز مورينو
غونزالو سانشيز مورينو (بالإسبانية: Gonzalo Sánchez Moreno)‏ هو لاعب كرة قدم إسباني في مركز الدفاع، ولد في 6 مايو 1972 في برشلونة في إسبانيا. لعب مع نادي ألميريا ونادي برشلونة ب ونادي برشلونة.